# Simone Veil
Pour les articles homonymes, voir Jacob et Veil.
Ne doit pas être confondue avec la philosophe Simone Weil.
Simone Veil (/simɔn vɛj/ ), née Simone Jacob le 13 juillet 1927 à Nice (Alpes-Maritimes) et morte le 30 juin 2017 à Paris, est une magistrate et une femme d’État française.
Née dans une famille juive aux origines lorraines, elle est déportée à Auschwitz à l'âge de 16 ans, durant la Shoah, où elle perd son père, son frère et sa mère. Rescapée avec ses sœurs Madeleine et Denise, elles aussi déportées, Simone Jacob épouse Antoine Veil en 1946. Après des études de droit et de science politique, elle entre dans la magistrature comme haut fonctionnaire.
En 1974, elle est nommée ministre de la Santé par le président Valéry Giscard d'Estaing, qui la charge de faire adopter la loi dépénalisant le recours à l'interruption volontaire de grossesse (IVG), loi qui sera ensuite couramment désignée comme la « loi Veil ». Elle apparaît dès lors comme une icône de la lutte contre la discrimination des femmes en France.
Elle est la première présidente du Parlement européen — et la première personne élue à ce poste au suffrage universel —, une fonction qu’elle occupe de 1979 à 1982. De façon générale, elle est considérée comme l'une des promotrices de la réconciliation franco-allemande et de la construction européenne.
De 1993 à 1995, elle est ministre d'État, ministre des Affaires sociales, de la Santé et de la Ville au sein du gouvernement Édouard Balladur. Elle siège au Conseil constitutionnel de 1998 à 2007, avant d'être élue à l'Académie française en 2008.
Sur décision du président Emmanuel Macron, Simone Veil fait son entrée au Panthéon avec son époux le 1er juillet 2018.

## Biographie

### Origines familiales
La famille Jacob est originaire de Bionville-sur-Nied, village de Lorraine. Le père de Simone, l'architecte André Jacob, obtient en 1919 le second grand prix de Rome,,.
Le 22 mai 1922, il épouse dans le 9e arrondissement de Paris Yvonne Steinmetz (1900-1945), fille d'un fourreur de la capitale,, bachelière et étudiante en chimie. André Jacob exige avec succès qu'elle abandonne ses études après leur mariage.
La famille de Simone est explicitement juive, mais non pratiquante et « très laïque » : « Mon appartenance à la communauté juive ne m'a jamais fait problème. Elle était hautement revendiquée par mon père, non pour des raisons religieuses, mais culturelles », écrit Simone Veil dans son autobiographie. « À ses yeux, si le peuple juif demeurait le peuple élu, c’était parce qu’il était celui du Livre, le peuple de la pensée et de l’écriture. »

### Enfance (1927-1940)
Après la naissance de deux filles, Madeleine et Denise, la famille Jacob quitte Paris pour s'installer à Nice sur la Côte d'Azur. Un fils, Jean, naît en 1925. La benjamine, Simone, naît le 13 juillet 1927.
Du fait de la crise de 1929, la famille Jacob est contrainte de quitter son appartement du 50, avenue Georges-Clemenceau, pour un autre plus petit, rue Cluvier,. Lorsque la crise s'aggrave, les commandes aux architectes comme son père se raréfient, et sa mère tricote pour les enfants de familles démunies[pas clair].
En 1937, Simone entre en sixième au lycée de jeunes filles (lycée Albert-Calmette depuis 1962), où elle fait ses études secondaires jusqu'au baccalauréat (en 1944).

### Seconde Guerre mondiale
Le 3 septembre 1939, le Royaume-Uni (à 11 h), puis la France (à 17 h) entrent en guerre contre l'Allemagne qui vient d'attaquer la Pologne. Le 10 mai 1940, l'armée allemande lance une offensive sur le front Ouest. Les armées franco-britanniques sont très vite mises en déroute. Le 14 juin, l'armée allemande entre dans Paris alors que le gouvernement français de Paul Reynaud s'est réfugié à Bordeaux. Le 16 juin, Reynaud est remplacé par le maréchal Pétain comme président du Conseil.

#### De la défaite (juin 1940) au premier statut des Juifs (octobre 1940)
Le 17 juin 1940, les enfants Jacob sont envoyés vers Toulouse, où ils séjournent quelque temps chez leur oncle.
Ils rentrent ensuite à Nice.
Lorsque l'armistice est signé le 22 juin 1940 par le gouvernement Pétain, la France est soumise à une occupation partielle : Nice se retrouve dans la zone non occupée. André Jacob est accablé, mais il ne pense pas que les Juifs aient quoi que ce soit à craindre.
Le 10 juillet, l'Assemblée nationale, c'est-à-dire l'ensemble des députés et des sénateurs, réunie à Vichy, accorde à une écrasante majorité des présents les pleins pouvoirs au maréchal Pétain, qui devient peu après chef de l'État, renommé « État français ».
Le 4 octobre, le gouvernement de Pierre Laval met en place le premier statut des Juifs qui instaure à leur encontre des mesures d'interdiction professionnelle et l'obligation de se déclarer, de se faire « recenser ». André Jacob effectue les démarches obligatoires — ce à quoi Simone déclarera plus tard s’être alors opposée — ; il perd le droit d'exercer sa profession d'architecte. Yvonne Jacob passe ses journées à chercher de la nourriture pour sa famille.

#### La vie dans Nice non occupée (1940-novembre 1942)

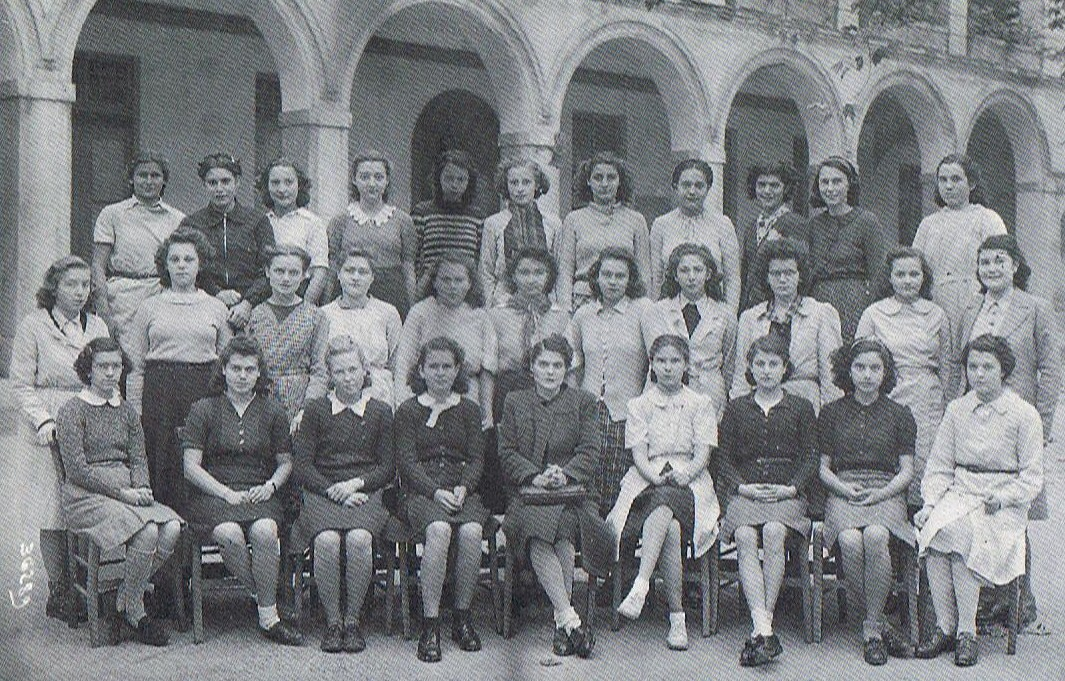
Simone Jacob (première à gauche, dernier rang) au lycée Albert-Calmette de Nice pendant l'année scolaire de 1941-1942.

Simone Jacob poursuit sa scolarité au lycée de jeunes filles, tout en participant au mouvement scout au sein de la Fédération française des éclaireuses (FFE), dans laquelle toute sa famille s'investit aussi. Simone considère les scouts comme une deuxième famille.
Les Jacob y côtoient Nicole Clarence, cheftaine de Jean et  future résistante.
Éclaireuse au groupe Nice IV de la section neutre de la FFE, Simone reçoit le totem « Lièvre astucieux ».
Une photographie d'elle en éclaireuse, de Karel Egermeier (« Aiglon »), sera publiée en 1945 dans le calendrier FFE.

#### Période de l'occupation italienne (novembre 1942-septembre 1943)
En novembre 1942, à la suite du débarquement allié en Afrique du Nord, l'armée allemande occupe la zone libre, laissant cependant les départements à l'est du Rhône (sauf les Bouches-du-Rhône) à l'occupation italienne.
Pour les Juifs de Nice, la situation ne subit pas de changement, car l'armée italienne, qui occupait déjà Menton depuis 1940, n'applique pas les mesures antisémites du régime nazi, contrairement à l'armée allemande.
Le 3 septembre 1943, alors que les Alliés viennent de débarquer en Calabre, le gouvernement italien du maréchal Badoglio, qui a arrêté Mussolini, signe secrètement l'armistice avec les Alliés. Cet armistice est annoncé le 8 septembre par l'armée américaine, sans l'aval de Badoglio, prenant l'armée italienne au dépourvu et permettant aux Allemands d'occuper l'Italie jusqu'à la ligne de front. La zone d'occupation italienne en France est abandonnée et passe sous occupation allemande.

#### Période de l'occupation allemande
La Gestapo commence alors son travail à Nice sous la direction d'Alois Brunner.
André Jacob, venant d'apprendre l'arrestation d'une famille proche, prévient Denise et Madeleine, qui se trouvent dans un camp d'éclaireuses[Quand ?]. Denise rejoint le mouvement Franc-tireur dans la région de Lyon, tandis que Madeleine rentre à Nice.
En novembre, Simone, disposant de faux-papiers au nom de « Jacquier » que ses parents se sont procurés, cesse d'aller au lycée pour travailler à la bibliothèque municipale, et, à la demande de sa mère, trouve un hébergement chez sa professeure de lettres, Mme de Villeroy.
En mars 1944, elle passe tout de même son baccalauréat.

### Période de la déportation

#### Les arrestations du 30 mars 1944
Le 30 mars 1944, alors qu'elle va, avec un ami, rejoindre les filles de sa classe pour fêter la fin des épreuves du baccalauréat, ce que sa famille lui avait interdit, elle est contrôlée dans le centre-ville de Nice par deux Allemands en civil qui détectent la falsification de sa carte d'identité et l'arrêtent. Son camarade et elle sont emmenés à l'hôtel Excelsior, quartier général des Allemands, qui sert aussi de lieu de regroupement des Juifs arrêtés. Le garçon, à qui Simone Jacob a eu le temps de glisser l'adresse de Madame de Villeroy (boulevard Carabacel), se rend chez elle la prévenir et tenter d'informer sa famille,. Mais il est filé par la Gestapo, et dans les heures qui suivent, Jean, Madeleine et Yvonne, qui se trouvent dans l'immeuble du boulevard Carabacel, sont eux aussi appréhendés.
Tous quatre sont envoyés au camp de Drancy, d'où les trois femmes partent pour Auschwitz par le convoi n° 71 du 13 avril 1944.

#### Le camp d'Auschwitz-Birkenau (avril-juillet 1944)
Le 13 avril 1944, deux semaines après leur arrestation, Simone, Madeleine et Yvonne partent de Drancy par le convoi no 71, où se trouvent également Anne-Lise Stern, Ginette Cherkasky et Marceline Rozenberg, qui deviendra sa meilleure amie dans le camp, vers le camp d'Auschwitz-Birkenau, principal camp d'extermination nazi, où elles arrivent le 15 avril au soir, après deux jours et demi de transport dans des wagons « étouffants, surpeuplés » dans lesquels s'entassaient des personnes de tous âges.

« Cette arrivée nocturne n'était pas due au hasard, elle contribuait à désorienter les nouveaux venus. On nous a débarqués sur un quai avec des lumières violentes, des projecteurs. Les SS étaient là, les chiens aboyaient, et puis des êtres tout à fait étonnants ont surgi. Ils ressemblaient à des bagnards. […] Les wagons s'ouvraient avec fracas, les SS hurlaient « Raus, raus ! » »

Un prisonnier parlant français lui conseille de dire qu'elle a 18 ans, afin de passer la sélection et d'éviter l'extermination. Elle est effectivement sélectionnée pour le travail, reçoit le matricule 78651, qui lui est tatoué sur le bras. Le travail consiste alors à « décharger des camions d'énormes pierres » et à « creuser des tranchées et aplanir le sol ».
Une ancienne prostituée devenue kapo lui sauve la vie en la mutant dans une annexe d'Auschwitz, lui disant : « Tu es vraiment trop jolie pour mourir ici, je ferai quelque chose pour toi. ». Elle accepte, à condition que sa mère et sa sœur la suivent. Simone, sa mère et sa sœur sont transférées en juillet dans le camp annexe de Bobrek, à cinq kilomètres de Birkenau.

#### Le camp de Bobrek (juillet 1944-janvier 1945)
Mis à part la menace, à la moindre incartade, d'un retour à Birkenau, le régime de vie à Bobrek était si différent de celui de Birkenau que les déportés surnommaient ce camp le « sanatorium ».

#### La marche vers Gleiwitz, le transfert à Bergen-Belsen et la libération
Lors de l'évacuation du camp de Bobrek devant l'avancée de l'Armée rouge, le 18 janvier 1945, les SS emmènent leurs prisonniers dans une marche de la mort de 70 kilomètres de Bobrek à Auschwitz, puis à Gleiwitz.
Ils les transfèrent ensuite en train lors d'un voyage de huit jours où les prisonniers ne reçoivent ni eau — sauf la neige fondue au fond de leur gamelle —, ni nourriture — sauf les morceaux de pain jetés par les habitants apitoyés des villes traversées — au camp de Dora, puis à celui de Bergen-Belsen, où les trois femmes arrivent le 30 janvier. Simone est affectée à la cuisine.
Sa mère meurt du typhus en mars. Sa sœur Madeleine, atteinte également, est sauvée de justesse grâce à l'arrivée des troupes britanniques le 15 avril.

### Destin des autres membres de la famille Jacob
André et Jean sont déportés en Lituanie par le convoi n° 73 du 15 mai 1944. Ils meurent en déportation. Simone Veil ne saura jamais ce qu'ils sont vraiment devenus.
Denise, arrêtée à Lyon pour faits de résistance, est déportée à Ravensbrück, d'où elle rentrera.

### Simone Veil et la déportation
Après son retour en France, elle est prête à parler de ce qu'elle a vécu, mais elle a l'impression que presque personne ne veut l’entendre.
Simone Veil évoque la déportation de sa famille dans un documentaire du 2 septembre 1976.
Elle insiste sur la spécificité juive de la Shoah.

### Retour en France
Simone Jacob est de retour en France le 23 mai 1945 à Paris au centre d'accueil de l'hôtel Lutetia et apprend qu'elle a été reçue au baccalauréat, seule de toute l'Académie à l'avoir passé en mars 1944, la veille de son arrestation. Elle s'inscrit, en 1945, à la faculté de droit de Paris et à l'Institut d'études politiques de Paris, où elle rencontre, pendant un séjour au ski, Antoine Veil (1926-2013), futur inspecteur des finances et chef d'entreprises, qu'elle épouse le 26 octobre 1946. Elle l'accompagne à Wiesbaden puis à Stuttgart, où il est nommé, l'aidant à préparer le concours de l'ENA, lui rédigeant des notes[réf. nécessaire]. Devant l'étonnement de ses proches, elle explique qu'il faut faire la distinction entre les nazis responsables de la Shoah, qui aurait pu arriver « n'importe où », et les Allemands dans leur ensemble. Elle et son mari se posent ainsi en précurseurs de l'amitié franco-allemande. Toutefois, le couple vit dans cette zone d'occupation américaine presque comme les Américains, « en totale autarcie ».
Sa sœur Madeleine meurt avec son fils Luc en 1952, à la suite d'un accident de la route, alors qu'elle rentrait de Stuttgart, où elle était allée rendre visite à Simone. Elle est enterrée au cimetière de La Neuville-d'Aumont, où repose déjà un cousin mort pour la France. Ce nouveau drame est vécu douloureusement, puisque Madeleine était la seule personne avec qui Simone pouvait parler et partager l'expérience de la déportation. Dans sa biographie, Dominique Missika écrit que « la mort à 28 ans dans un banal accident de la route, après avoir surmonté tant d'épreuves, est inconcevable ».
Du mariage de Simone et Antoine naissent trois fils : Jean (né le 26 novembre 1947), avocat d'affaires, Claude-Nicolas, médecin (1948-2002), Pierre-François (né le 16 mars 1954), avocat et président du Comité français pour Yad Vashem,, marié en premières noces à Agnès Buzyn ; puis douze petits-enfants,.

### Carrière judiciaire
Munie de sa licence de droit et de son diplôme de l'Institut d'études politiques de Paris, elle renonce à la carrière d'avocate (son mari réprouvant cette idée) et passe avec succès, en 1956, le concours de la magistrature. Elle occupe dès lors un poste de haut fonctionnaire dans l'administration pénitentiaire au ministère de la Justice, où elle traite d’affaires judiciaires. Pendant la guerre d'Algérie, missionnée par Edmond Michelet, ministre de la Justice, elle réussit à faire transférer en France des prisonnières algériennes exposées aux mauvais traitements et aux viols et des hommes menacés de la peine capitale. Elle fait obtenir la détention au titre de régime politique aux milliers de membres du FLN internés en France. Elle passe en 1964 aux affaires civiles. En 1969, elle entre au cabinet de René Pleven, ministre de la Justice.
Membre du Syndicat de la magistrature, elle devient en 1970 la première femme secrétaire générale du Conseil supérieur de la magistrature (CSM).
Alors que seulement 40 % des françaises de l'époque travaillent, et encore moins dans les cercles de la bourgeoisie parisienne, la carrière professionnelle de Simone Veil suscite un certain étonnement. Elle reste toutefois très présente auprès de ses enfants adolescents ou jeunes adultes.

### Parcours politique
Dans ses mémoires, Simone Veil mentionne une action politique de sa part dès 1971 au conseil d'administration de l'Office de radiodiffusion-télévision française (ORTF) — où elle est la première femme à être nommée. À ce poste, elle surprend en s'opposant notamment à la diffusion du documentaire sur l'Occupation, Le Chagrin et la Pitié, qu'elle juge injuste et partisan.
Évoluant dans un milieu proche du MRP, dont son mari est membre, elle est libérale et ouverte sur les questions de société. Elle s'enthousiasme pour Pierre Mendès France et vote plusieurs fois pour la SFIO. Elle regarde avec bienveillance Mai 68, affirmant : « Contrairement à d'autres, je n'estimais pas que les jeunes se trompaient : nous vivions bel et bien dans une époque figée ». Lors de l'élection présidentielle de 1965, elle vote au premier tour pour Jean Lecanuet et à celle de 1969, pour Georges Pompidou,.

#### Ministre de la Santé
À la suite de la mort en cours de mandat du président Georges Pompidou, elle soutient la candidature de Jacques Chaban-Delmas à l'élection présidentielle anticipée. Après l'élection de Valéry Giscard d'Estaing à la présidence de la République, elle est nommée ministre de la Santé dans le gouvernement Jacques Chirac, poste qu'elle conserve sous les gouvernements Raymond Barre. Elle est la deuxième femme à devenir ministre de plein exercice, après Germaine Poinso-Chapuis en 1947.
Elle est chargée de présenter au Parlement le projet de loi sur l'interruption volontaire de grossesse (IVG), qui dépénalise l'avortement. Ce combat lui vaut des injures et des menaces de la part de l'extrême droite et d'une partie de la droite parlementaire, comme l'a rappelé Jean d'Ormesson en l'accueillant à l'Académie française. Dans un discours devant les députés, elle soutient que « l'avortement doit rester l'exception, l'ultime recours pour des situations sans issue ». Le texte est finalement adopté à l'Assemblée nationale le 29 novembre 1974. La loi est ensuite adoptée au Sénat deux semaines plus tard. Elle entre en vigueur le 17 janvier 1975.
Elle s'oppose aussi à la banalisation de l’avortement dont elle considère qu'il « restera toujours un drame » et précise au sujet de sa loi que « si elle n'interdit plus, elle ne crée aucun droit à l'avortement ».
Simone Veil revoit également la « carte hospitalière » en fermant notamment des établissements à faible activité, rééquilibre les comptes de l'Institut Pasteur et met en place des aides financières à destination des mères d'enfants en bas âge. Elle est aussi à l'origine d'une loi d'orientation en faveur des handicapés.
En 1976, elle-même fumeuse, elle fait adopter la loi française de lutte contre le tabagisme : restrictions à la publicité, premières interdictions de fumer dans certains lieux (locaux qui reçoivent des mineurs, hôpitaux ou locaux où l'on manipule l'alimentation) et avertissements sanitaires sur les paquets,.
Comme ministre, elle reste connue pour son fort caractère et son exigence à l'égard de ses collaborateurs.
Elle met en échec, avec d'autres membres du gouvernement, le projet de retour forcé de 100 000 Algériens par an prôné par Valéry Giscard d'Estaing, dont la politique d'aides financières au retour a échoué.
En 1977, elle envisage un temps de se présenter à la mairie de Paris. L'année suivante, en 1978, elle fait partie des candidats éventuels pour la fonction de Premier ministre.
Elle fait voter en juin 1979 une loi attribuant à l'État le soin de fixer le numerus clausus des étudiants en médecine en fonction des « besoins de santé » de la population alors que celui-ci était, depuis son instauration en 1971, calculé par les CHU en fonction de la capacité des services hospitaliers à accueillir les étudiants pour leur formation clinique.

#### Au Parlement européen et pour la construction de l'Union européenne

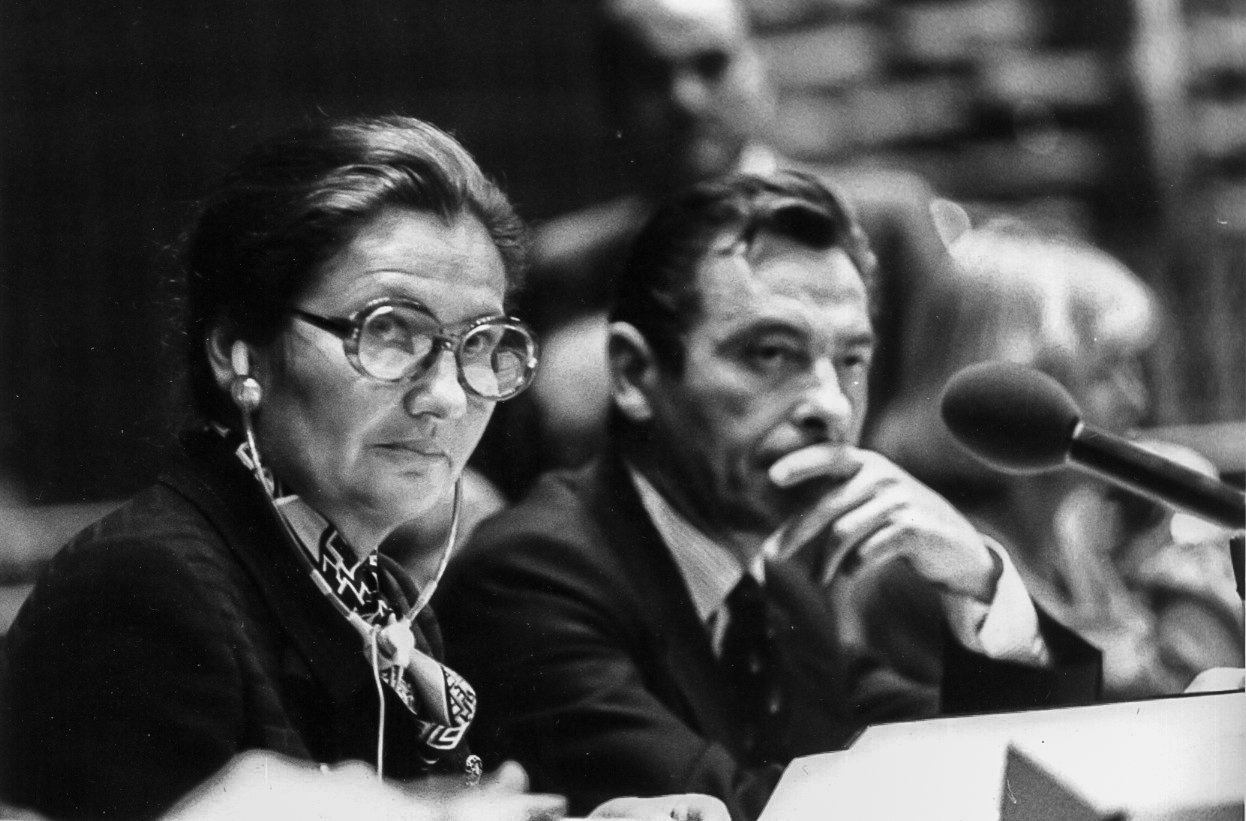
Simone Veil présidant une séance du Parlement européen à Strasbourg en 1979.

À la demande du président Valéry Giscard d'Estaing, elle conduit la liste Union pour la démocratie française (UDF) aux élections européennes de 1979, les premières au suffrage universel. Sa campagne est perturbée par des militants du Front national, face auxquels sa réponse est restée célèbre : « vous ne me faites pas peur, pas peur du tout. J'ai survécu à pire que vous ! Vous n'êtes que des SS au petit pied ! ». À la suite de la victoire relative de l'UDF (27,61 % des suffrages et 25 élus), elle quitte le gouvernement.
Le 17 juillet 1979, alors que les députés RPR français ont soutenu une autre candidature que la sienne aux deux premiers tours de scrutin, elle est élue présidente du Parlement européen au troisième tour, avec 192 voix, contre 133 au socialiste Mario Zagari et 47 au communiste Giorgio Amendola. Au début de l'année 1982, elle est sollicitée pour briguer un second mandat, mais ne bénéficiant pas du soutien des députés RPR, elle retire sa candidature avant le troisième tour de scrutin afin de ne pas faciliter l'élection du candidat socialiste, qui l'emportera néanmoins grâce aux divisions de la droite française. À l'époque, le Parlement européen a peu de pouvoirs, mais Simone Veil lui donne notamment plus de visibilité dans le domaine des droits de l'homme. Elle soutient la proposition d'Yvette Roudy de créer une Commission des droits des femmes. En 1981, elle reçoit le prix International Charlemagne.
Après avoir quitté la présidence du Parlement européen, elle poursuit son engagement actif dans la vie politique européenne, à la tête du service juridique du Parlement puis, en 1984, avec Jacques Chirac, elle impose à l'opposition une liste unique, dénommée Union pour la France en Europe (UFE), aux élections européennes de 1984. La liste qu'elle conduit obtient 43,02 % des voix et 41 sièges de députés européens le 17 juin. Elle préside alors le groupe libéral au Parlement européen pendant toute la législature. Lors des élections européennes de 1989, elle présente une liste centriste dissidente à la liste d'union RPR et UDF, qui recueille 8,43 % des voix et sept députés européens. Valéry Giscard d'Estaing lui succède alors à la présidence du groupe libéral.
Invitée à l'émission L'Heure de vérité, elle déclare qu'elle est « à gauche pour certaines questions, à droite pour d'autres ». Elle participe à la campagne de Raymond Barre pendant l'élection présidentielle de 1988. Après la réélection de François Mitterrand, elle déclare qu'« il n'y a pas d'obstacle de principe à gouverner avec les socialistes », rencontre Michel Rocard, qui souhaite l’intégrer dans son gouvernement, mais le président fait échouer cette possibilité.
En 1983, elle crée, avec son mari, le club Vauban, un cercle de réflexion qui vise à dépasser les clivages politiques, les réunions de ce club ayant lieu dans leur appartement de la place Vauban.

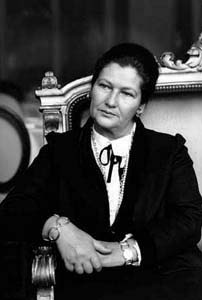
Simone Veil en 1993.

En 1996, elle est nommée membre de la Commission internationale pour les Balkans, sous l’autorité de Leo Tindemans.
Elle a conduit également le Groupe de haut niveau sur la libre circulation des personnes. Parallèlement, Simone Veil soutient de nombreuses associations à vocation européenne, comme le Fonds européen pour la liberté d’expression, ELSA France ou encore la Fondation européenne de la science, dont elle est présidente d’honneur.

#### Dans l'opposition
Lors des élections législatives de 1988, alors que certaines personnalités de l'UDF, notamment Jean-Claude Gaudin à Marseille, passent des accords de désistements locaux avec le FN et que Charles Pasqua (RPR) évoque des « préoccupations » et des « valeurs » semblables, Simone Veil déclare qu'« entre un Front national et un socialiste, [elle votera] pour un socialiste ».
Début 1990, elle qualifie d’« inadmissible » la création de fichiers informatisés des Renseignements généraux, décidée par le gouvernement Michel Rocard. Le projet est retiré en mars 1990 et promulgué, sous une forme nouvelle, par le gouvernement Cresson l'année suivante.

#### Ministre d'État, ministre des Affaires sociales, de la Santé et de la Ville
En mars 1993, Simone Veil est nommée ministre d'État, ministre des Affaires sociales, de la Santé et de la Ville dans le gouvernement Édouard Balladur. À ce poste, elle met notamment en place le praticien adjoint contractuel (PAC). Soutien d'Édouard Balladur à l'élection présidentielle de 1995, elle quitte le gouvernement à la suite de la victoire de Jacques Chirac. Elle adhère ensuite à l'UDF, qu'elle quitte deux ans plus tard, en 1997.
En 1996, alors que le nombre de femmes dans les assemblées plafonne à 6 %, elle signe une pétition dans L'Express, initiée par Yvette Roudy et intitulée « Manifeste pour la parité », réunissant cinq femmes politiques de gauche et cinq de droite. La loi Jospin de 2000 sur la parité reprend l'essentiel des propositions avancées.

#### Membre du Conseil constitutionnel
Nommée membre du Conseil constitutionnel par le président du Sénat, René Monory, en mars 1998, elle fait partie de la haute juridiction jusqu'en mars 2007. Elle sort de son devoir de réserve en 2005, pour appeler à voter « oui » au référendum français sur le traité établissant une constitution pour l'Europe.

#### Retrait progressif de la vie publique

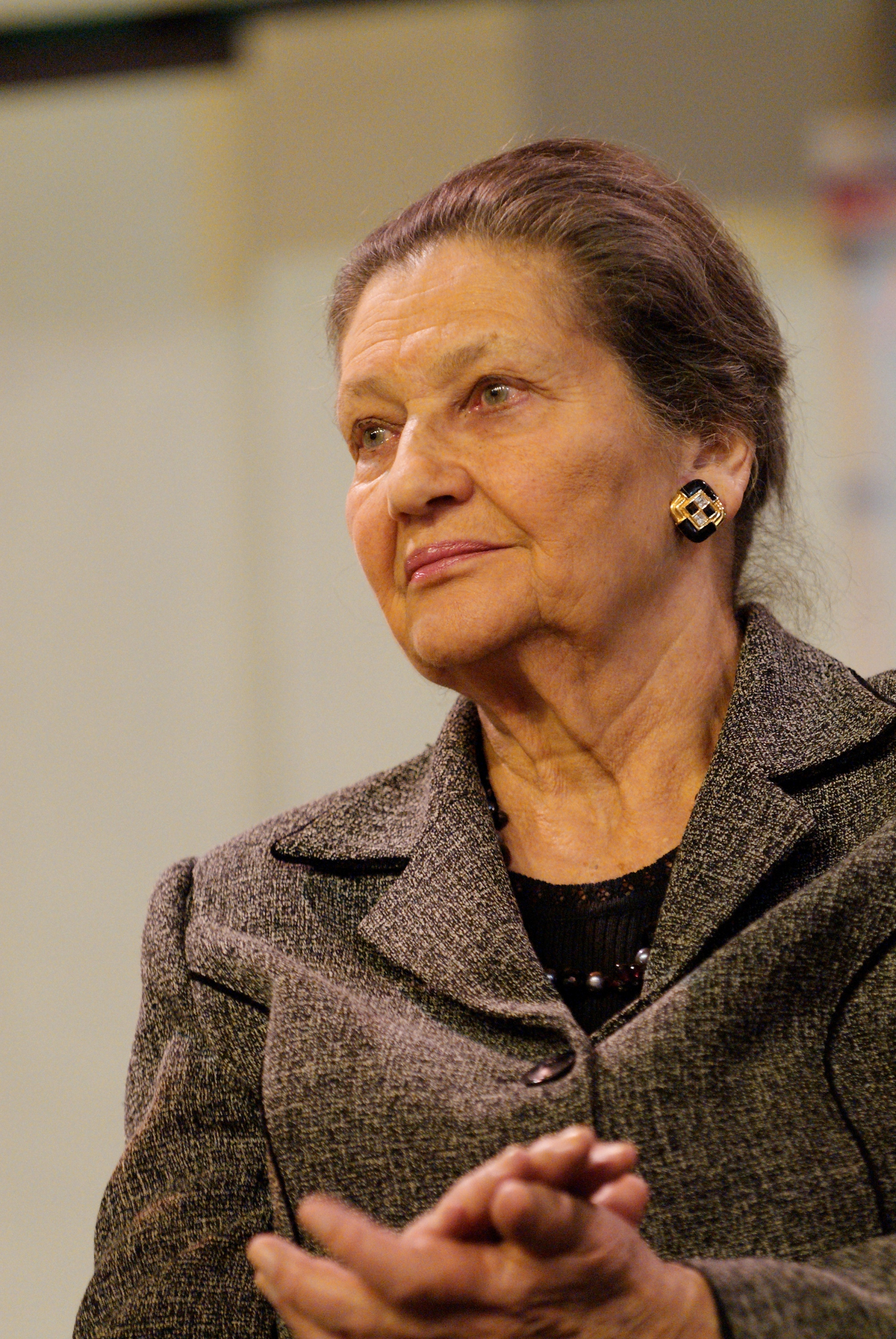
Simone Veil lors de la campagne des élections municipales de 2008 à Paris.

Le 8 mars 2007, tout juste libérée de son devoir de réserve lié à son mandat de membre du Conseil constitutionnel, elle annonce sa décision de soutenir Nicolas Sarkozy à l’élection présidentielle de 2007. À l’annonce de la création d’un ministère de l’Immigration et de l’Identité nationale par le candidat de l’UMP en cas de victoire, elle affirme qu’elle aurait préféré un ministère « de l’Immigration et de l'Intégration » ; son soutien à Nicolas Sarkozy n’est toutefois pas remis en cause : « Nicolas est gentil. Il peut être brutal dans son expression, mais les gens ont tort de douter de son humanité. C’est un ami fidèle. Pour moi, c’est important. Quand on choisit un président, on a envie de quelqu’un qui ait ces qualités-là. Ce n’est pas toujours le cas ». Elle adresse par ailleurs de nombreuses critiques au candidat UDF, François Bayrou, l’accusant de ne représenter « que lui-même ».
Le président de la République, Nicolas Sarkozy, annonce le 11 janvier 2008 qu’il l’a chargée de « mener un grand débat national pour définir les nouveaux principes fondamentaux nécessaires à notre temps, les inscrire dans le préambule de la Constitution », nommant la « diversité » qui « ne peut pas se faire sur une base ethnique ». Le décret du 9 avril 2008 portant création d’un comité de réflexion sur le préambule de la Constitution, qui prévoit la remise d’un rapport avant le 30 juin, suscite l’opposition d’Anne-Marie Le Pourhiet, qui y voit un risque de « saper le principe d’égalité de tous devant la loi ».
Un sondage réalisé par l'Ifop en 2010 la présente comme la « femme préférée des Français », avec une note de 14,5⁄20.
Elle est présente aux côtés de Jean-Louis Borloo lors du congrès fondateur de l'Union des démocrates et indépendants (UDI), en octobre 2012. La première carte d'adhérent présentée par l'UDI est à son nom.
Le 13 janvier 2013, une photo relayée par BFM TV montre Simone Veil présente à un rassemblement de La Manif pour tous contre le mariage homosexuel et l'homoparentalité, drapeau à la main. Son entourage confirme qu'elle est descendue en compagnie de son mari saluer les manifestants et explique que, si ce geste « ne vaut pas adhésion » aux slogans exprimés pendant la manifestation, il « exprime les réserves de Simone Veil à l'égard de l'ouverture du droit à l'adoption des couples homosexuels ». Lors de son décès, la journaliste Anne Chemin argue que « nul ne sait s’il s’agit d’un engagement lucide et déterminé contre le mariage des couples homosexuels, car elle n’a jamais pris position publiquement sur cette question, à travers des textes ou des discours ». De son côté, la journaliste Nadia Daam affirme alors, de manière plus catégorique, que Simone Veil était « physiquement et mentalement diminuée » et « que son état de santé ne lui permettait pas d'être maîtresse de ses décisions ».

### Présidente de la fondation pour la mémoire de la Shoah

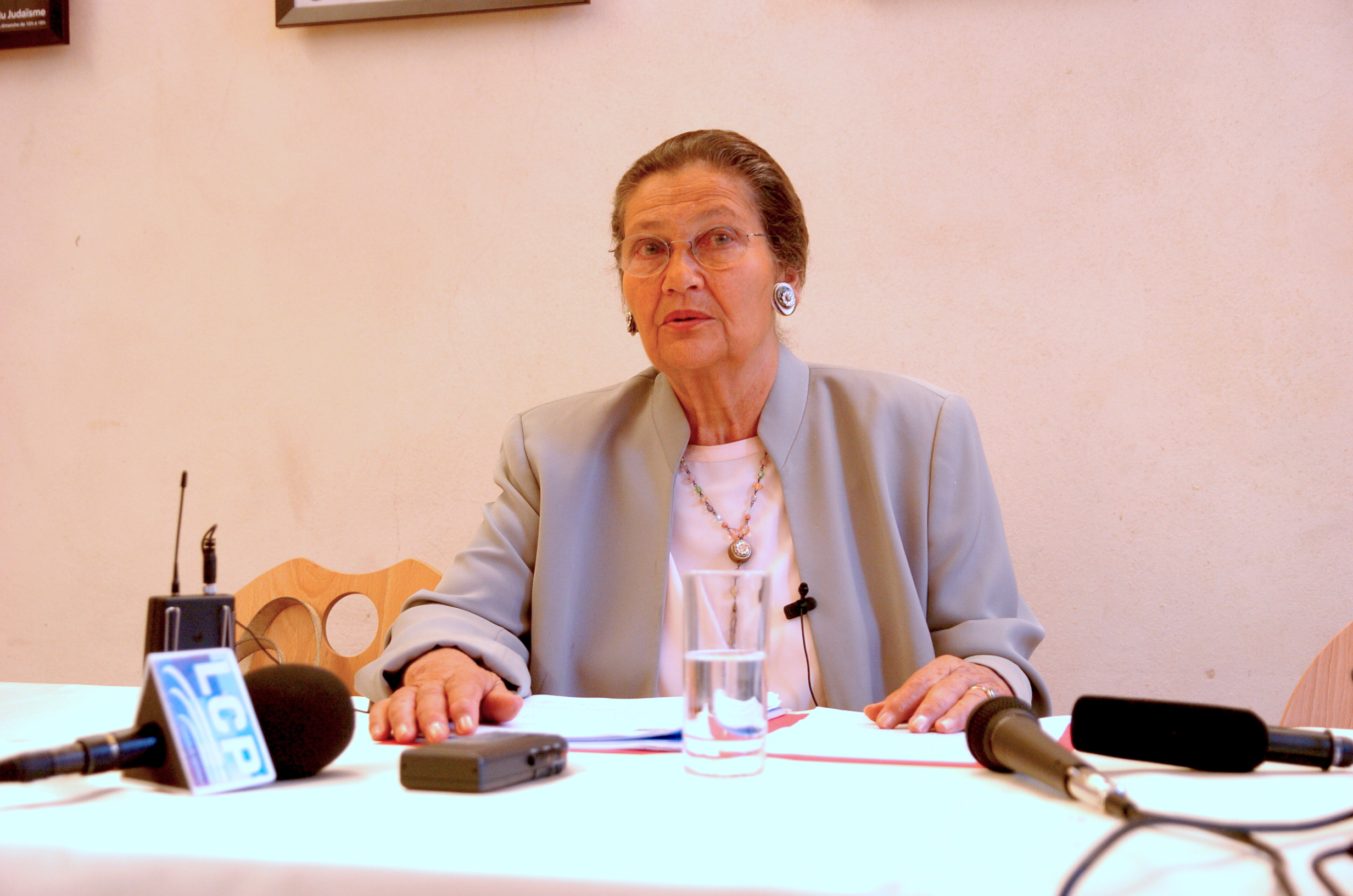
Simone Veil, Présidente de la fondation pour la mémoire de la Shoah, lors d'une conférence de presse le 19 septembre 2006 à Paris.

De 2001 à 2007, elle préside la Fondation pour la mémoire de la Shoah, dont elle est par la suite présidente d'honneur. Elle s'oppose, le 15 février 2008, à l’idée de confier la mémoire d’un enfant juif de France mort dans la Shoah à chaque élève de CM2 : « C’est inimaginable, insoutenable, dramatique et, surtout, injuste ».
De 2002 à 2007, l'historien Ivan Jablonka a été sa plume pour ses discours, préfaces et autres prises de parole,.
Exemple de résilience, elle accepte le 22 décembre 2004, sur la proposition d'Alain Genestar, directeur de Paris Match, de retourner à Auschwitz avec cinq de ses petits-enfants.

### Membre de l'Académie française
Le 31 octobre 2007, est éditée son autobiographie, intitulée Une vie. L’ouvrage a été traduit en une quinzaine de langues et vendu, en France, à plus de 550 000 exemplaires. Il a obtenu le prix des Lauriers verts en 2009. Elle y donne entre autres son opinion sur Paul Touvier, dont elle dit que Georges Pompidou ne connaissait pas assez bien le dossier, et sur Maurice Papon, dont elle note l'absence du moindre remords, y compris pour la mort d’enfants déportés.
Une autre reconnaissance de son action publique est son élection parmi les « Immortels ». Le 9 octobre 2008, invitée par Maurice Druon et François Jacob, Simone Veil présente sa candidature à l'Académie française au 13e fauteuil, celui de Pierre Messmer, Jean Racine et Paul Claudel. Le 20 novembre 2008, elle est élue au premier tour de scrutin par 22 voix sur 29 (5 bulletins blancs, 2 marqués d'une croix),.
Son épée d'académicienne lui est remise au Sénat par Jacques Chirac le 16 mars 2010. Il s'agit d'un sabre léger datant du XIXe siècle, réalisé par le sculpteur tchèque Ivan Theimer. Sur son épée d'Immortelle sont gravés le numéro de matricule qui avait été inscrit sur son bras à Auschwitz [numéro 78 651], ainsi que les devises de la République française et de l'Union européenne : « Liberté, Égalité, Fraternité » et « In varietate concordia ».
Simone Veil est reçue sous la coupole de l'Institut de France le 18 mars 2010, en présence du président de la République Nicolas Sarkozy, protecteur de l'Académie, et de ses prédécesseurs Valéry Giscard d'Estaing (membre de l'Académie française depuis 2003) et Jacques Chirac. Lors de la cérémonie de réception, des militants anti-IVG ont protesté à proximité de l'Institut de France. Jean d'Ormesson prononce le discours de réception, et Simone Veil l'éloge de son prédécesseur, l'ancien Premier ministre Pierre Messmer.

### Dernières années, mort et inhumation
Après le décès de son mari et de sa sœur en 2013, Simone Veil se retire de la vie publique. En août 2016, elle est hospitalisée pour détresse respiratoire.
Simone Veil meurt à son domicile parisien de la place Vauban le 30 juin 2017, à quelques jours de son 90e anniversaire,,,,,. Selon son fils Pierre-François, le dernier mot qu'elle ait prononcé avant de mourir est « merci »,.
Des personnalités de tous bords politiques comme Nicolas Dupont-Aignan, Christian Estrosi, Yves Jégo, Bernard-Henri Lévy, Florian Philippot, Laurence Rossignol ou encore Inna Shevchenko relaient des appels à son inhumation au Panthéon,,,. Une pétition pour son entrée au Panthéon est lancée par l'association féministe Politiqu'elles et recueille plus de 110 000 signatures le 2 juillet,, tandis qu'une autre atteint les 120 000 signatures le même jour. Cependant, deux de ses petites-filles, Déborah (âgée de 30 ans) et Valentine (âgée de 23 ans), estiment, le 3 juillet 2017, que cette perspective « n'est pas à l'ordre du jour », estimant notamment, tout en trouvant « extrêmement touchant » le mouvement en faveur de l'entrée au Panthéon de leur grand-mère, que leurs grands-parents « n’auraient pas été très heureux d’être séparés après 65 ans de vie commune ». Néanmoins, plusieurs médias ont rappelé que l'entrée au Panthéon n'était pas forcément synonyme d'inhumation et qu'une simple plaque commémorative à son nom, comme c'est le cas pour Aimé Césaire, pourrait y être apposée,.
Parmi les hommages rendus à Simone Veil à l'étranger, celui du président algérien Abdelaziz Bouteflika rappelle « la proximité et la solidarité que cette grande dame » […] a témoignées au peuple algérien « durant la terrible tragédie nationale qu'il a vécue », permettant à des Algériens prisonniers des Français d'éviter le couperet de la guillotine. Angela Merkel, chancelière fédérale d’Allemagne, salue son engagement de plusieurs décennies dans « le processus d’unification européenne ».
Un hommage national a lieu le 5 juillet aux Invalides,,, où les honneurs militaires lui sont rendus en présence du président de la République, Emmanuel Macron, et de ses prédécesseurs Nicolas Sarkozy et François Hollande, Bernadette Chirac représentant son mari Jacques Chirac,. Valéry Giscard d'Estaing n’est pas présent, de même que, un an plus tard, lors de la cérémonie d'entrée de Simone Veil au Panthéon. Le Premier ministre Édouard Philippe et ses prédécesseurs Édith Cresson, Alain Juppé, Lionel Jospin, Jean-Pierre Raffarin, Dominique de Villepin, François Fillon, Manuel Valls et Bernard Cazeneuve, les membres du gouvernement, des anciens ministres tels Ségolène Royal, Dominique Strauss-Kahn, Marisol Touraine, François Baroin, Rachida Dati, Michèle Alliot-Marie, Renaud Donnedieu de Vabres, Jean-Louis Borloo, Nathalie Kosciusko-Morizet, Roselyne Bachelot et Arnaud Montebourg ainsi que des parlementaires et plusieurs chefs de gouvernement étrangers, dont le Belge Charles Michel, le Luxembourgeois Xavier Bettel et le Bulgare Boïko Borissov, la maire de Paris Anne Hidalgo, des membres de la Fondation pour la mémoire de la Shoah (dont Simone Veil resta la présidente d'honneur jusqu'à sa mort), les membres de l'Académie française et des personnalités médiatiques comme Alain Delon ou Claude Chirac sont également présents,,,. Comme l'a souhaité la famille de Simone Veil, la cérémonie est ouverte aux anonymes,,.
À la fin de cet hommage, le président de la République annonce qu'en accord avec sa famille, Simone Veil reposera « avec son époux au Panthéon »,,,,. Elle est la première personnalité, sous la Cinquième République, pour laquelle cette décision a été prise aussitôt après son décès,,.
L'enterrement se déroule au cimetière du Montparnasse (5e division), où elle est inhumée aux côtés de son époux, Antoine Veil, mort en avril 2013. Le grand-rabbin de France, Haïm Korsia, préside la cérémonie. Simone Veil avait demandé que le kaddish soit prononcé sur sa tombe,,, ; celui-ci est récité par ses fils Jean et Pierre-François,, accompagnés par Haïm Korsia et Delphine Horvilleur, femme rabbin libérale symbolisant aux yeux de ses fils le combat de leur mère pour l'émancipation des femmes,,. Marceline Loridan-Ivens, ancienne déportée et amie de Simone Veil, prend également la parole.

### Entrée au Panthéon

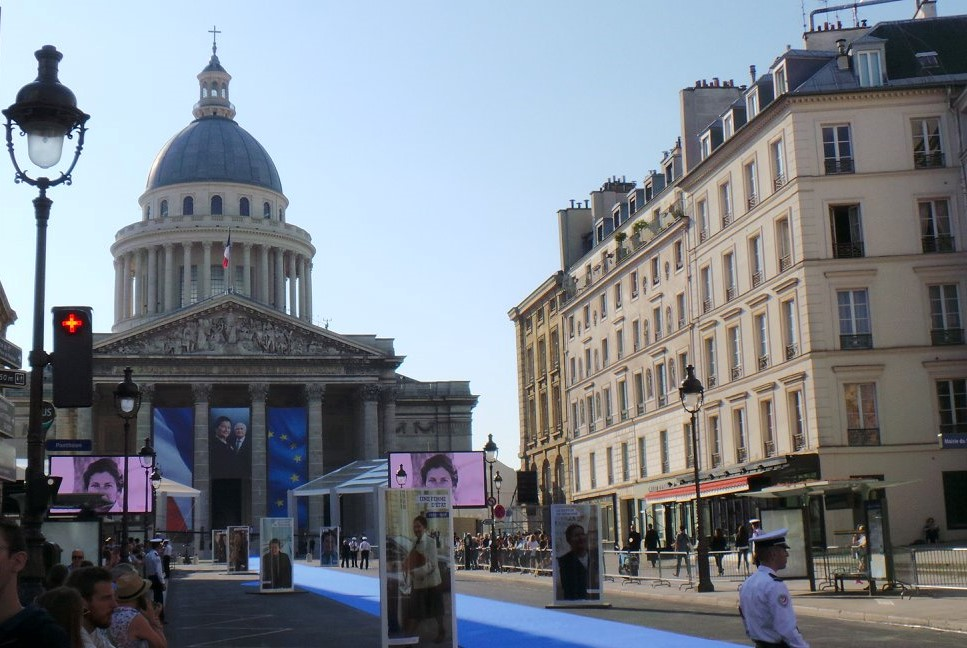
Le Panthéon et la rue Soufflot aménagés pour la cérémonie.

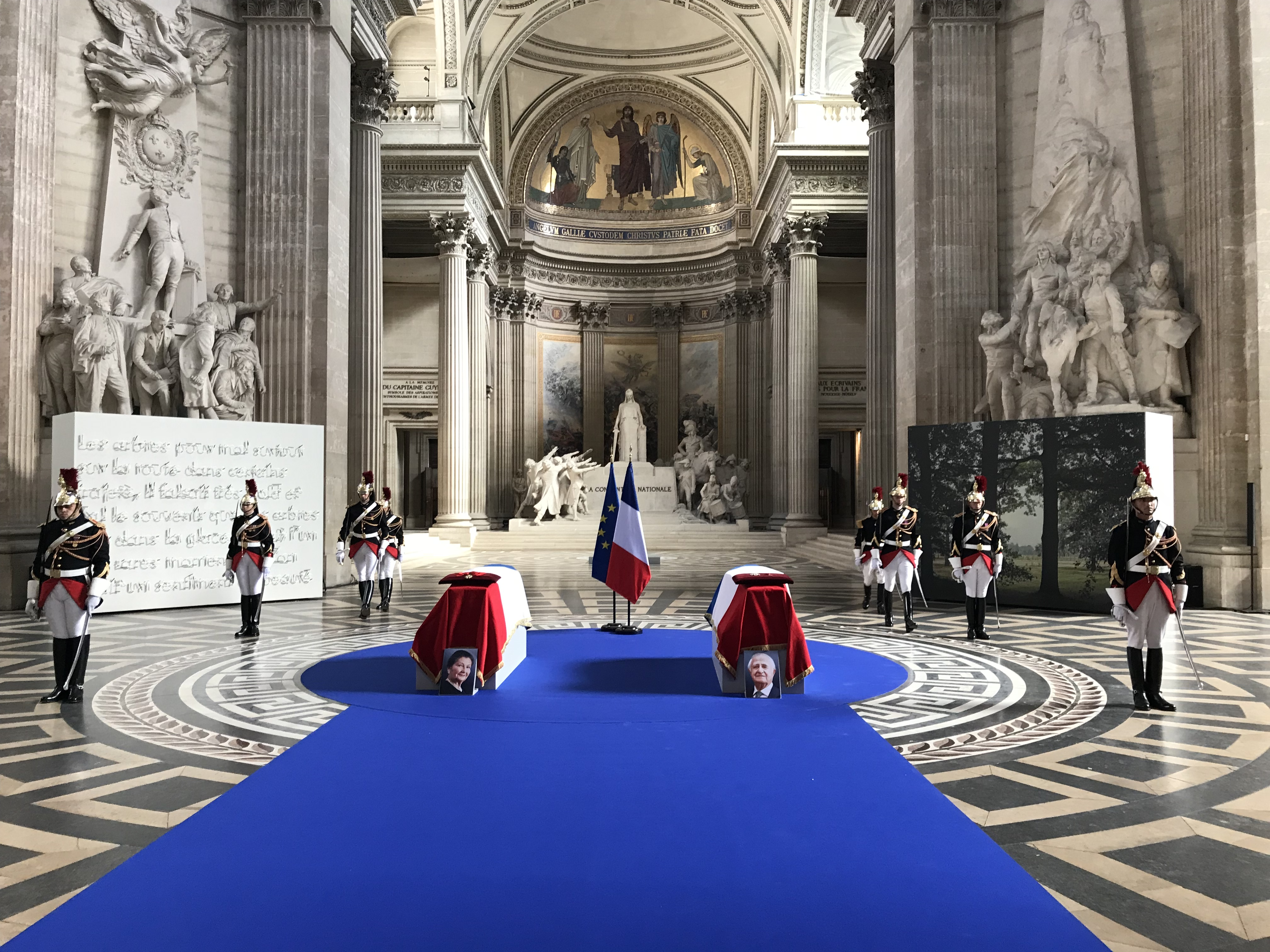
Les cercueils de Simone et Antoine Veil reposant sous la coupole du Panthéon, veillés par des gardes républicains, le 1 juillet 2018.

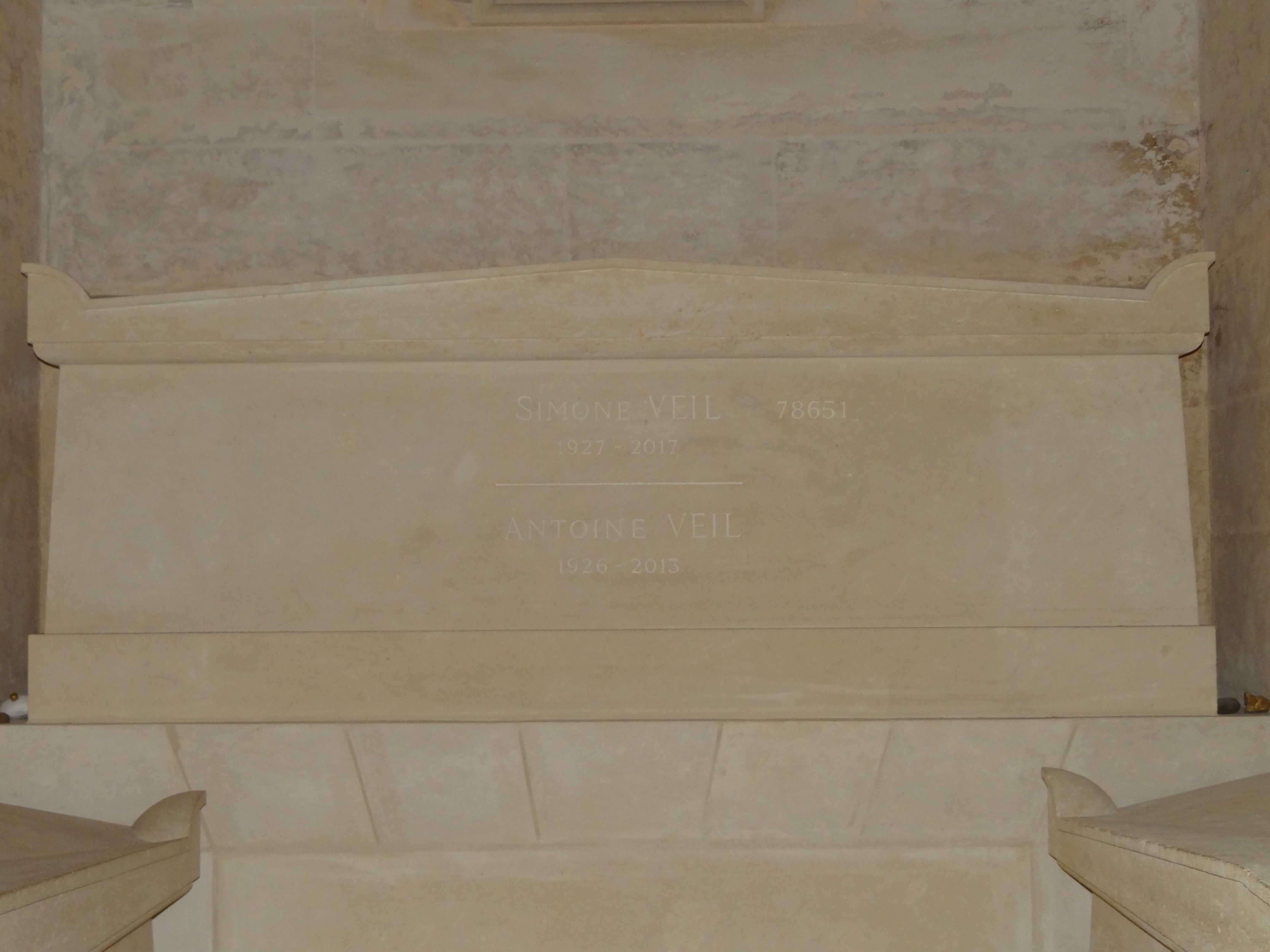
Le tombeau de Simone et Antoine Veil au Panthéon.

Les 29 et 30 juin 2018, les cercueils des époux Veil, exhumés du cimetière du Montparnasse, sont exposés au mémorial de la Shoah. La cérémonie au Panthéon se déroule le 1er juillet,. Simone Veil devient la cinquième femme à y faire son entrée.
Le convoi est parti du mémorial de la Shoah. Il s'est ensuivi une longue procession vers le Panthéon en remontant la rue Soufflot. Le cortège s’est arrêté trois fois au cours de sa remontée. Trois arrêts pour rendre hommage aux trois grands combats menés par Simone Veil : celui pour les droits des femmes, marqué par l’adoption de la loi autorisant l’interruption volontaire de grossesse (IVG), en 1974 ; celui pour l’Europe, dont elle a été la première femme à prendre la présidence du Parlement, en 1979 ; celui pour la mémoire de la déportation, dont elle est rescapée. Des films sur l’Europe et la Shoah sont diffusés sur des écrans géants.
L'accompagnement musical, très prenant, commence par la Chanson de Marie (Song in Remembrance of Schubert, un chant traditionnel juif), jouée au violoncelle par Sonia Wieder-Atherton, se poursuit avec Nuit et Brouillard de Jean Ferrat. À l’arrivée sur la place du Panthéon, quatre-vingt-douze choristes entonnent Le Chant des Marais.
Le président de la République prononce ensuite un discours d’une trentaine de minutes.
Les cercueils, recouverts du drapeau français et portés chacun par huit gardes républicains, entrent par le portail monumental du Panthéon en présence du président Emmanuel Macron et de son épouse, des deux fils encore vivants du couple Veil, Jean Veil et Pierre-François Veil, et de leurs descendants, au son d’un solo de violoncelle de la suite no 5 de Jean-Sébastien Bach.
Les cercueils reposent dans la nef du Panthéon. Ils sont placés le 2 juillet dans le sixième caveau de la crypte, auprès de Jean Moulin, d'André Malraux, de René Cassin et de Jean Monnet.

## Détail des mandats et fonctions

### Au gouvernement
- 28 mai 1974 – 29 mars 1977 : ministre de la Santé.
- 30 mars 1977 – 31 mars 1978 : ministre de la Santé et de la Sécurité sociale.
- 5 avril 1978 – 4 juillet 1979 : ministre de la Santé et de la Famille.
- 30 mars 1993 – 11 mai 1995 : ministre d'État, ministre des Affaires sociales, de la Santé et de la Ville.

### Au Parlement européen
- 17 juillet 1979 – 30 mars 1993 : députée européenne.
- 17 juillet 1979 – 18 janvier 1982 : présidente du Parlement européen.
- 24 juillet 1984 – 24 juillet 1989 : présidente du groupe libéral et démocratique (1984-1985) puis du groupe libéral, démocratique et réformateur (1985-1989).

### Au Conseil constitutionnel
- 3 mars 1998 – 3 mars 2007 : membre du Conseil constitutionnel.

### Autres fonctions
- 2001-2007 : présidente de la Fondation pour la mémoire de la Shoah (présidente d'honneur à partir de 2007).
- Membre du conseil d'administration de l'Institut français des relations internationales (IFRI)[156].
- Présidente du conseil de direction du Fonds au profit des victimes de la Cour pénale internationale[157].
- Membre du jury du prix pour la prévention des conflits de la Fondation Chirac.
- Présidente du Conseil consultatif français des Bourses Entente Cordiale.

## Résultats aux élections européennes
Les résultats ci-dessous concernent uniquement les élections où elle est tête de liste.
| Année | Liste | Liste   | Circonscription | Unique tour | Unique tour | Unique tour | Sièges obtenus |
| Année | Liste | Liste   | Circonscription | Voix        | %           | Rang        | Sièges obtenus |
| ----- | ----- | ------- | --------------- | ----------- | ----------- | ----------- | -------------- |
| 1979  |       | UDF     | France entière  | 5 588 851   | 27,61       | 1re         | 25 / 81        |
| 1984  |       | UDF-RPR | France entière  | 8 683 596   | 43,02       | 1re         | 41 / 81        |
| 1989  |       | DVD     | France entière  | 1 519 346   | 8,43        | 5e          | 7 / 81         |

## Hommages

### Décorations

#### Décorations françaises
Simone Veil est nommée au grade de chevalier de l'ordre national du Mérite, avant 2001.
Le 31 décembre 2008, elle est directement « élevée à la dignité de grand officier » de l'ordre national de la Légion d'honneur au titre de « ancien ministre, ancien membre du Conseil constitutionnel, membre de l'Académie française ; 51 ans d'activités professionnelles, de services civils et de fonctions électives », décoration qu'elle reçoit le 21 avril 2009 puis « élevée à la dignité de grand-croix » le 13 juillet 2012 au titre de « ancienne ministre, ancienne présidente du Parlement européen, ancienne membre du Conseil constitutionnel, membre de l'Académie française », décoration remise le 10 septembre 2012. Selon Le Figaro, c'est à la demande expresse de Roselyne Bachelot et avec l'accord de Nicolas Sarkozy, que le Code de la Légion d'honneur, de la médaille militaire et de l'ordre national du Mérite a été modifié, quelques semaines avant la promotion de Simone Veil, afin de lui permettre d'accéder directement à cette distinction sans passer par les grades inférieurs, distinction qu'elle avait refusée dans les années 1990 pour raisons personnelles,.
Le 26 mars 2012, par arrêté du ministre du travail, de l'emploi et de la santé et de la ministre des solidarités et de la cohésion sociale, Simone Veil reçoit la médaille d'honneur de la santé et des affaires sociales, échelon or, au titre d'ancienne ministre de la santé, ancienne ministre d'État, ministre des affaires sociales, de la santé et de la ville.

#### Décorations étrangères
Simone Veil a reçu plusieurs décorations étrangères :
- Croix de grand commandeur de l'ordre du Mérite de la République fédérale d'Allemagne le 21 avril 1975 ;
- Grand officier de l'ordre national du Lion du Sénégal le 3 décembre 1975 ;
- Grand-croix de l'ordre du Mérite ivoirien (Côte d'Ivoire) le 12 août 1976 ;
- Grand cordon de l'ordre de la République (Tunisie) en 1977 ;
- Commandeur de l'ordre du Ouissam alaouite (Maroc) le 19 juin 1978 ;
- Grand-croix de l'ordre de Mérite du grand-duché de Luxembourg le 18 septembre 1978 ;
- Grand-croix de l'ordre national de la Croix du Sud le 13 octobre 1978[164].
- Grand officier de l'ordre de la Valeur (Cameroun) le 3 août 1983 ;
- Grand-croix de l'ordre du Mérite du Portugal le 2 juin 1987 ;
- Grand-croix de l'ordre de l'Infant Dom Henri (Portugal) le 26 mars 1993 ;
- Grand-officier de l'ordre de l'Empire britannique (Royaume-Uni) le 11 septembre 1997 ;
- Grand-officier de l'ordre des Trois Étoiles (Lettonie) le 15 mars 2007.

### Distinctions
- Intronisée au International Hall of Fame de l'International Women's Forum[168].
- Prix d'honneur de la fondation Johanna Lowenherz (1987, Neuwied/Allemagne).
- Médaille d'or du B'nai B'rith, Washington (1993)[164].
- Prix Prince des Asturies Coopération internationale (2005).
- « Menoras d’Or » du B’nai B’rith France (2006)[169].
- Prix Nord-Sud du Conseil de l'Europe (2007).
- Prix européen Charles Quint (2008).
- Prix littéraire Les Lauriers verts pour son autobiographie Une vie (2009).
- Grand prix des médias du prix franco-allemand du journalisme (2009).
- Prix Heinrich Heine de la ville de Düsseldorf pour l'ensemble de son œuvre (2010).
- Prix des Savoirs pour le recueil de ses discours Mes combats (2018).

À partir de 2009, Simone Veil est également membre du jury du prix pour la prévention des conflits, décerné annuellement par la Fondation Chirac. Elle reçoit le prix Heinrich Heine 2010. La même année, elle reçoit le prix européen des droits civiques des Sinti et des Roms pour son engagement en faveur de ces deux minorités.

#### Distinctions universitaires honorifiques
De nombreuses universités ou grandes écoles d'Europe, d'Amérique du Nord et d'Israël ont accordé à Simone Veil un titre de docteure honoris causa ou un autre diplôme honorifique :
| Pays        | Date | Établissement                             | Grade                              |
| ----------- | ---- | ----------------------------------------- | ---------------------------------- |
| États-Unis  | 1975 | Université de Princeton                   | Docteure ès droit (LL.D.)          |
| Israël      | 1976 | Institut Weizmann                         | Docteure ès philosophie (HPh.D.)   |
| Israël      | 1979 | Université Bar-Ilan                       | Docteure honoris causa             |
| Royaume-Uni | 1980 | Université de Cambridge                   | Docteure ès droit (LL.D.)          |
| Israël      | 1980 | Université hébraïque de Jérusalem         | Docteure honoris causa             |
| États-Unis  | 1980 | Université Yale                           | Docteure ès droit (LL.D.)          |
| Royaume-Uni | 1980 | Université d'Édimbourg                    | Docteure honoris causa             |
| États-Unis  | 1981 | Université de Georgetown                  | Docteure honoris causa             |
| Italie      | 1982 | Université d'Urbino                       | Docteure honoris causa             |
| Royaume-Uni | 1982 | Université du Sussex                      | Docteure ès droit (LL.D.)          |
| États-Unis  | 1982 | Université Yeshiva                        | Docteure honoris causa             |
| Belgique    | 1984 | Université libre de Bruxelles             | Docteure honoris causa             |
| France      | 1988 | American University of Paris              | Docteure honoris causa             |
| États-Unis  | 1990 | Université Brandeis                       | Docteure ès lettres humaines (DHL) |
| Belgique    | 1993 | Université d'Anvers                       | Docteure honoris causa             |
| Royaume-Uni | 1995 | Université de Glasgow                     | Docteure honoris causa             |
| États-Unis  | 1997 | Université de Pennsylvanie                | Docteure ès droit (LL.D.)          |
| Italie      | 2006 | Université de Cassino                     | Docteure ès jurisprudence          |
| Canada      | 2007 | Université de Montréal                    | Docteure honoris causa             |
| Bulgarie    | 2008 | Université Saint-Clément-d'Ohrid de Sofia | Docteure honoris causa             |
| Israël      | 2008 | Université académique de Netanya          | Docteure honoris causa             |
| Italie      | 2009 | Université de Bologne                     | Docteure honoris causa             |
| Israël      | 2010 | Université Ben Gourion du Néguev          | Docteure ès philosophie (HPh.D.)   |
| Israël      | 2011 | Université de Tel-Aviv                    | Docteure honoris causa             |
| Japon       | 2011 | Université Meiji                          | Docteure honoris causa             |

### Émissions monétaires
En juillet 2018, une pièce commémorative de 2 euros avec son portrait est éditée à 15 000 000 exemplaires par la Monnaie de Paris,.
En mars 2024, la Monnaie de Paris annonce qu'elle a créé une nouvelle pièce de 10 centimes d'euros à l'effigie de Simone Veil. Elle sera disponible à partir de l'été 2024,.

### Prix littéraires
- un prix littéraire Simone-Veil est créé en 2012 par l'Association Cocktail & Culture en partenariat avec la Librairie Fontaine Haussmann[193],[194],[195],[196].
- un autre prix, le prix Simone-Veil de la République française, mettant en exergue, chaque année, une personnalité ou un collectif luttant pour la cause des femmes dans le monde, est créé par la présidence de la République française, et décerné pour la première fois le 8 mars 2019 à Aissa Doumara Ngatansou[197]. Ruth Montenegro, activiste féministe équatorienne, est lauréate du prix en 2020[198].

### Bâtiments et promotions portant le nom de Simone Veil

#### Établissements scolaires
- l'école primaire d'Héry-sur-Alby (Haute-Savoie), les collèges de Châtillon (Rhône), de Mandres-les-Roses (Val-de-Marne) et de Villers-Bocage (Calvados) et l'école maternelle et élémentaire de Vigneulles-lès-Hattonchâtel (Meuse), inaugurés en personne par Simone Veil respectivement le 25 juin 2005, le 16 janvier 2006[199][source insuffisante], le 22 octobre 2007, le 30 avril 2010[200] et le 10 décembre 2010 ;
- le lycée régional de Valbonne Sophia Antipolis (Alpes-Maritimes) depuis la rentrée 2010 ;
- une école primaire d'Asnières-sur-Seine (Hauts-de-Seine) ;
- une école primaire de Bourgoin-Jallieu (Isère) ;
- une école maternelle de Drancy (Seine-Saint-Denis), inaugurée le 27 septembre 2014 en présence de ses deux fils ;
- un collège à Aulnay-sous-Bois (Seine-Saint-Denis), inauguré le 16 septembre 2014 ;
- l'établissement régional d'enseignement adapté d'Amilly (Loiret)[201] ;
- un lycée professionnel à Angers (Maine-et-Loire)[202] ;
- le collège de Châteaurenard (Bouches-du-Rhône) ;
- le lycée des métiers des services administratifs, de la relation commerciale et services à la personne de Charleville-Mézières (Ardennes), inauguré le 3 février 2017[203] ;
- une école maternelle et élémentaire à Hérouville-Saint-Clair (Calvados) ;
- une école maternelle à Suresnes (Hauts-de-Seine) ;
- l'école élémentaire à Scherwiller (Bas-rhin) ;
- le collège de Crevin (Ille-et-Vilaine) ;
- le collège Victor-Duruy de Nice a été rebaptisé Simone-Veil le 24 février 2018[204] ;
- l'école intercommunale d'Augnat (Puy-de-Dôme), en regroupement pédagogique avec Saint-Gervazy[205] ;
- le collège Anjou de Sablé-sur-Sarthe a été rebaptisé Simone-Veil le 1er janvier 2019[206] ;
- le collège de Poisy en (Haute-Savoie) a été nommé Simone Veil le 8 mars 2019 ;
- le lycée de Gignac dans (Hérault), inauguré le 7 septembre 2020[207],[208].

#### Hôpitaux et universités
- l'hôpital public d'Eaubonne (Val d'Oise) (anciennement Roux Calmette Guérin) depuis sa réorganisation et sa fusion avec l'hôpital de Montmorency ;
- le 9 février 1978, Simone Veil a posé la première pierre du centre hospitalier de Blois ;
- la faculté de médecine PIFO (Paris Île-de-France Ouest) appartenant à l’université de Versailles-Saint-Quentin-en-Yvelines (UVSQ) depuis septembre 2012 ;
- depuis septembre 2013, un amphithéâtre de la faculté de médecine d'Angers (Maine-et-Loire)[209] ;
- une rue Simone Veil a été nommée en 2016 à Vesoul (Haute-Saône) dans l'espace de l'ancien hôpital Paul Morel dont elle avait inauguré l'agrandissement en 1975 en centre ville et qui est aujourd'hui transformé en écoquartier à la suite de l'ouverture en 2010 d'un nouvel hôpital intercommunal dans le quartier des Haberges à Vesoul ;
- depuis le 2 février 2018, le centre hospitalier de Vitré porte son nom ; proche de Pierre Méhaignerie, alors ministre de l'Agriculture et maire de la commune, elle en avait conseillé la construction en 1978, soit quarante ans auparavant[210],[211] ;
- depuis le 26 avril 2018, date de la première pierre de l'IRM, l’hôpital de Valognes porte son nom ; elle avait inauguré l'établissement en 1977 en tant que ministre de la santé[212] ;
- le centre hospitalier de Beauvais porte finalement le nom de Simone Veil après que le nom de l'ancien maire de Beauvais, Walter Amsallem fut aussi discuté[213] ;

#### Dans l'enseignement supérieur
- la promotion 2000 de l’Institut d'études politiques de Lille ;
- la 31e promotion de l'IRA de Lille porte le nom de Simone Veil.
- la promotion 2003 de l’École nationale de la magistrature ;
- la promotion 2006 de l’École nationale d'administration ;
- la promotion 2010-2011 des Inspecteurs-élèves de l'École nationale des finances publiques ;
- la 49e promotion (2014-2016) du Cycle supérieur de management de l'Institut national des études territoriales (INET) ;
- la promotion 2015-2016 du Master 2 Droit pénal et sciences criminelles de l'université de Strasbourg ;
- la promotion 2015-2016 de l'École des avocats Aliénor de Bordeaux ;
- la promotion 2016-2017 de l'École du Centre-Ouest des avocats de Poitiers ;
- la promotion 2017-2018 du Collège d'Europe ;
- la promotion 2017-2022 de l'Institut d'études politiques de Paris[214] ;
- un amphithéâtre de l'Institut d'études politiques de Paris[215] ;
- La promotion 2018 de l'École européenne de chimie, polymères et matériaux de Strasbourg[216] ;
- un amphithéâtre de la faculté de droit, d'économie et de gestion de l'université d'Orléans[217] ;
- la promotion 2017-2018 de DFASM2 en médecine de l'université de Tours ;
- la promotion 2022-2023 du master Management stratégique des Ressources Humaines de l'IAE de Grenoble au sein de l'université Grenoble-Alpes ;

#### Voies de circulation et lieux publics
Plus de 700 voies de circulation, lieux publics ainsi que 3 résidences portent le nom de Simone Veil dont le centre socio-culturel Simone Veil dans le quartier Vauban-Esquermes à Lille.

### Autres
Elle fait partie des dix statues de femmes présentées lors de la cérémonie d'ouverture des Jeux olympiques (avec l'avocate et féministe Gisèle Halimi, la philosophe et poétesse Christine de Pizan, l’exploratrice Jeanne Barret, l'écrivaine et révolutionnaire Olympe de Gouges, l’anarchiste Louise Michel, la réalisatrice Alice Guy, la cadre sportive Alice Milliat, l’écrivaine Paulette Nardal et la philosophe Simone de Beauvoir), qui sont réinstallées le 26 juillet 2024 rue de la Chapelle.

## Œuvres
- Simone Veil, Clément Launay et Michel Soulé, L'Adoption : données médicales, psychologiques et sociales, Paris, Éditions sociales françaises, 1968, 224 p. (BNF 33208741).
- Simone Veil et Annick Cojean, Les Hommes aussi s'en souviennent : discours du 26 novembre 1974, suivi d'Un entretien avec Annick Cojean, Paris, Stock, 2004, 111 p. (ISBN 2-234-05720-5, BNF 39268205).
- Simone Veil, Une vie, Paris, Stock, 2007 (réimpr. 2009), 397 p. (ISBN 978-2-234-05817-0, BNF 41149288).Les quatre premiers chapitres ont été édités sous le titre Une jeunesse au temps de la Shoah : extraits d'Une vie, Librairie générale française, coll. « Le Livre de poche », 2010 (ISBN 978-2-253-12762-8).
- Simone Veil (préf. Robert Badinter), Mes combats : Les discours d'une vie, Paris, Bayard éditions, 2016, 280 p. (ISBN 978-2-227-48937-0).
- Simone Veil et David Teboul, L’Aube à Birkenau, Paris, Les Arènes, 2019, 300 p. (ISBN 979-10-375-0090-8). Version Pocket :  Les Arènes, 2019, 289 p.  (ISBN 978-22-663-2040-5).
- Simone Veil, Seul l'espoir apaise la douleur : Récit, Flammarion-INA, 2022Retranscription d'un entretien de 2006 sur sa déportation, pour l'INA et la Fondation pour la mémoire de la Shoah[236].
- Simone Veil (postface Dan Arbib), Pour les générations futures, Paris, Albin Michel, 2024, 160 p. (ISBN 978-22-264-8988-3)tee d'une conférence prononcée en 2005 à l'École normale supérieure suivi de la retranscription des échanges avec les élèves